# Roo
Roo je lik iz crtanog filma Velike pustolovine Winnieja Pooha koji je napisao engleski pisac A. A. Milne.
Roo je mlado od klokana. Majka mu je Kanga. Jako je umiljat i sladak. Druži se sa svim životinjama. Voli svoju majku i dobar je prijatelj. Kada ga netko nešto zamoli, on posluša. Makar to ne mogao učiniti, on se trudi.
Omiljena hrana su mu mliječni proizvodi. Najbolji prijatelj mu je tigar. Živi s Kangom, kasnije i s tigrom. Često kaže: Edie mama. We baunster.